# Azéris d'Iran

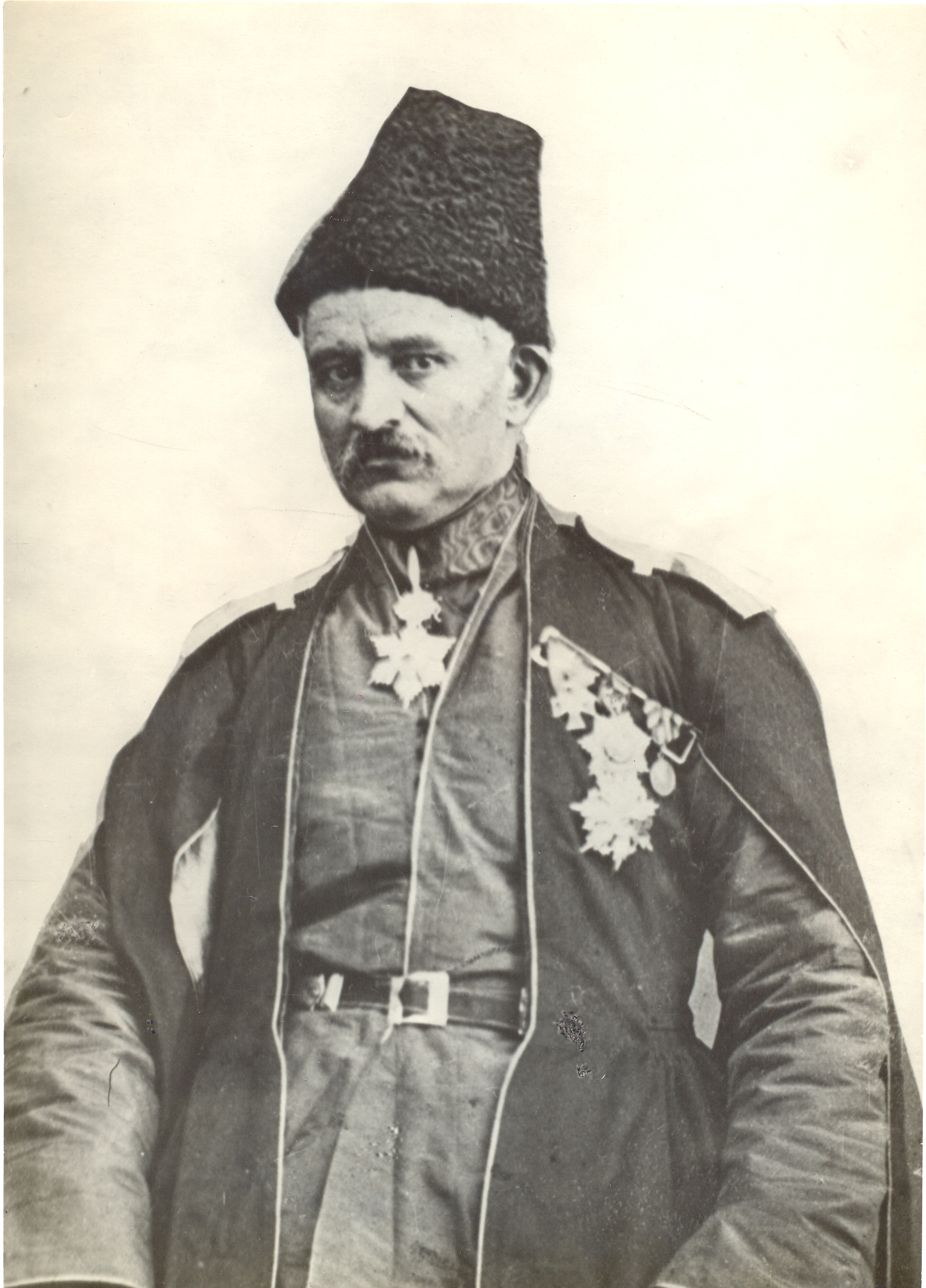
Mirza Fatali Akhoundov

Les Azéris d'Iran ou Les Turcs d'Iran (en azéri : İran azərbaycanlıları ایران آذربایجانلیلاری ; persan : آذری‌های ایرانی, Âzarbâyjâni Irâni) sont l'un des groupes ethniques de l'Iran, habitant principalement dans les provinces du nord-ouest : Azerbaïdjan oriental, Azerbaïdjan occidental, Ardabil, Zandjan et Markazi. De nombreux autres vivent à Téhéran, dans le Fars et d'autres régions. De plus, des communautés azéris iraniennes expatriées durant le XXe siècle vivent aux États-Unis, en Allemagne, au Canada, en Turquie ou en France.
Les Azéris sont le deuxième groupe ethnique le plus important en Iran après les Persans. Selon diverses estimations, leur nombre en Iran varierait entre 16 et 25 % de la population iranienne (soit entre 12 700 000/15 000 000  (selon les estimations de la CIA et du gouvernement iranien dans le second cas) et 30 000 000 (selon les estimations des nationalistes azéris) de personnes en 2013),. Les Azéris iraniens sont principalement d'origine iranienne,,.

## Histoire récente
Généralement, les Azéris en Iran ont été « une minorité linguistique bien intégrée », d'après des universitaires comme l'anthropologue Patricia Higgins. En fait, jusqu'à la dynastie Pahlavi au XXe siècle, « l'identité de l'Iran n'était pas exclusivement perse, mais supra ethnique », puisqu'une grande partie du pouvoir politique, à partir du XIe siècle avait été turc. Les groupes turcs et iraniens étaient intégrés jusqu'au XXe siècle pendant lequel le nationalisme et le communautarisme ont altéré la perception populaire. Malgré les frictions, les Azéris en Iran ont commencé à être bien représentés à tous les niveaux des « hiérarchies politiques, militaires et intellectuelles aussi bien que religieuses. »
Le ressentiment naquit avec les politiques des Pahlavi qui supprimaient l'usage de l'azéri dans les gouvernements locaux, les écoles et la presse. Cependant, avec l'avènement de la révolution iranienne en 1979, l’attention s'est détournée du nationalisme puisque le nouveau gouvernement mettait en avant la religion comme facteur d'unification. Au sein du gouvernement révolutionnaire islamique émergea une faction nationaliste azérie menée par l'Ayatollah Kazem Shariatmadari, qui était partisan d'une autonomie régionale plus grande et voulait que la constitution soit révisée pour inclure les athées et les partis d'opposition; ceci lui fut refusé. Le nationalisme azéri a connu des hauts et des bas depuis la révolution iranienne et a récemment culminé avec des émeutes causées par la publication en mai 2006 d'une série de dessins que de nombreux Azéris ont trouvé infamants. Le dessin a été réalisé par Mana Neyestani - lui-même Azéri- qui a été licencié à cause de la controverse, de même que son éditeur Mehrdad Qasemfar.
En dépit de problèmes sporadiques, les Azéris sont une communauté intrinsèque à l'Iran. Actuellement, les conditions de vie des Azéris en Iran ressemblent très fortement à celles des Persans : « Les styles de vie des Azéris urbains ne diffèrent pas de ceux des persans, et les mariages mixtes entre les gens appartenant aux classes supérieures sont courants dans les cités de peuplement mixte. De même, les coutumes des villageois Azéris ne semblent pas différer de manière marquée de celles des villageois persans. »[réf. nécessaire]
Les Azéris en Iran ont des postes importants, comme l'Ayatollah Ali Khamenei occupant actuellement le poste de Guide suprême. Les Azéris en Iran restent assez conservateurs en comparaison avec la plupart des Azéris d'Azerbaïdjan. Néanmoins, depuis l'indépendance de la République d'Azerbaïdjan en 1991, les contacts transfrontaliers entre les Azéris des deux côtés de la frontière ont connu un regain d'intérêt.

## Quelques Azéris iraniens célèbres

### Anciens
- Nizami, poète et écrivain
- Safi al-Din Ardabili, le fondateur de la confrérie safavieh
- Ismaïl Ier, chah d'Iran (1501-1524) et le fondateur de la dynastie des Séfévides

### Politique
- Ali Khamenei, Ayatollah et l'actuel Guide suprême de la Révolution islamique (1989-) et ancien président de la république islamique d'Iran (1981-1989)
- Kazem Shariatmadari, Ayatollah
- Sadeq Khalkhali, Ayatollah, personnalité politique et ancien chef des tribunaux révolutionnaires iraniens
- Mehdi Bazargan, ancien Premier ministre de la République islamique d’Iran (1979)
- Mir Hossein Moussavi, ancien Premier ministre de la République islamique d’Iran (1981-1989)

### Royauté
- Mohammad Reza Pahlavi dernier chah (1941-1979)
- Farah Pahlavi, ancienne impératrice (chahbanou) d'Iran et l'impératrice consort de Mohammad Reza Pahlavi
- Tadj ol-Molouk, ancienne impératrice consort et la mère de Mohammad Reza Pahlavi

### Sports
- Ali Daei, footballeur et ancien membre de l'équipe nationale iranienne
- Yahya Golmohammadi, footballeur et ancien membre de l'équipe nationale iranienne
- Hossein Reza Zadeh, haltérophile

### Autres
- Hossein Alizadeh, compositeur et musicien
- Samad Behrangi, enseignant, critique social, folkloriste, traducteur et nouvelliste
- Iradj Mirza, poète contemporain
- Mohammad Hossein Behjat Tabrizi, poète contemporain
- Lotfi Zadeh, scientifique connu pour ses travaux en informatique et en automatique
- Sami Yusuf, chanteur, auteur-compositeur et multi-instrumentiste